# 李叔獻
李叔獻（越南语：／），越南第二次北属时期军事人物。
李叔獻为交州行州事李長仁的从弟。李長仁死后代领州事，以號令未行，向刘宋朝廷请求担任交州刺史。然而却遭到刘宋方面的拒绝，刘宋方面任命南海太守沈渙為交州刺史，以寧遠軍司馬、武平、新昌二郡太守。李叔獻便以此声称获得了刘宋的支持，取得了交州的人心。另一方面，对刘宋任命沈渙为刺史非常不满，发兵据守要塞，禁止沈渙入境。沈渙逗留鬱林郡期间病死，刘宋只得任命李叔獻为交州刺史。
南齐永明二年（485年），齊武帝以李叔獻拒绝朝贡为由，以大司農劉楷為交州刺史，發南康、廬陵、始興兵討伐李叔獻。李叔獻遣使獻二十隊純銀兜鍪及孔雀毦，请求南齐罢兵归国，但遭齐武帝拒绝。李叔獻非常害怕，便自湘州亲前去南齐都城请求赦免。